# Xerophyta
Xerophyta Juss., 1789 è un genere di piante della famiglia Velloziaceae, originario dell'Africa, del Madagascar e della penisola arabica.
Alcune specie di questo genere, in condizioni climatiche secche, perdono la clorofilla e cessano la fotosintesi e la traspirazione. Pertanto sono estremamente tolleranti nei confronti dell'essiccazione. Da qui il nome Xerophyta, dal greco antico ξηρός (xeros, "secco") e φυτά (phutá), plurale di φυτόν (phutón, "pianta").

## Tassonomia
Il genere comprende le seguenti specie:
- Xerophyta acuminata (Baker) N.L.Menezes
- Xerophyta adendorffii Behnke
- Xerophyta andringitrensis (H.Perrier) Phillipson & Lowry
- Xerophyta arabica (Baker) N.L.Menezes
- Xerophyta argentea (Wild) L.B.Sm. & Ayensu
- Xerophyta brevifolia (H.Perrier) Phillipson & Lowry
- Xerophyta capillaris Baker
- Xerophyta cauliflora Behnke
- Xerophyta concolor L.B.Sm.
- Xerophyta connata McPherson & van der Werff
- Xerophyta dasylirioides Baker
- Xerophyta demeesmaekeriana P.A.Duvign. & Dewit
- Xerophyta eglandulosa H.Perrier
- Xerophyta elegans (Balf.) Baker
- Xerophyta equisetoides Baker
- Xerophyta eylesii (Greves) N.L.Menezes
- Xerophyta glabra Behnke
- Xerophyta glutinosa Behnke
- Xerophyta goetzei (Harms) L.B.Sm. & Ayensu
- Xerophyta hereroensis (Schinz) N.L.Menezes
- Xerophyta hirtiflora Behnke & E.Hummel
- Xerophyta humilis (Baker) T.Durand & Schinz
- Xerophyta junodii Behnke
- Xerophyta kirkii (Hemsl.) L.B.Sm. & Ayensu
- Xerophyta longicaulis Hilliard
- Xerophyta monroi (Greves) N.L.Menezes
- Xerophyta naegelsbachii (Dinter ex Friedr.-Holzh.) Behnke
- Xerophyta nutans L.B.Sm. & Ayensu
- Xerophyta pauciramosa (L.B.Sm. & Ayensu) Behnke
- Xerophyta pectinata Baker
- Xerophyta pinifolia Lam. ex Poir.
- Xerophyta pseudopinifolia Behnke
- Xerophyta purpurascens Behnke
- Xerophyta rehmannii Behnke
- Xerophyta retinervis Baker
- Xerophyta rippsteinii L.B.Sm., J.-P.Lebrun & Stork
- Xerophyta rosea (Baker) N.L.Menezes
- Xerophyta scabrida (Pax) T.Durand & Schinz
- Xerophyta schlechteri (Baker) N.L.Menezes
- Xerophyta schnizleinia (Hochst.) Baker
- Xerophyta seinei Behnke, K.Kramer & E.Hummel
- Xerophyta sessiliflora Baker
- Xerophyta simulans L.B.Sm. & Ayensu
- Xerophyta spekei Baker
- Xerophyta splendens (Rendle) N.L.Menezes
- Xerophyta squarrosa Baker
- Xerophyta stenophylla Baker
- Xerophyta suaveolens (Greves) N.L.Menezes
- Xerophyta vallispongolana J.E.Burrows, S.M.Burrows & Behnke
- Xerophyta velutina Baker
- Xerophyta villosa (Baker) L.B.Sm. & Ayensu
- Xerophyta viscosa Baker
- Xerophyta wentzeliana (Harms) Sölch
- Xerophyta zambiana L.B.Sm. & Ayensu